# 坂巻健太
坂巻 健太（さかまき けんた、1969年〈昭和44年〉12月10日 - ）は、日本の運輸・国土交通官僚。

## 来歴
愛知県出身。1992年（平成4年）、京都大学経済学部を卒業し、同年運輸省に入省。入省後、国土交通省総合政策局観光部旅行振興課課長補佐、在スペイン日本国大使館一等書記官、航空局運輸課課長補佐、中部地方整備局企画部環境調整官などを経て、新潟県庁に出向し、2008年（平成20年）4月1日、産業労働観光部観光局長に就任。旅行振興課や在スペイン日本国大使館で外客誘致に携わり、新潟県では観光局長として県内の観光に関する中長期的な施策の立案にあたった。その後、国土交通省総合政策局環境政策課地球環境政策室長、海上保安庁第十管区海上保安本部総務部長、 国土交通省大臣官房参事官（物流産業）、国土交通省総合政策局参事官、海上保安庁第四管区海上保安本部次長、同庁総務部人事課長、自動車局総務課長などを歴任。大臣官房参事官（物流産業）在任時にはトラック輸送の取引環境改善などに携わった。
2021年（令和3年）7月1日、国土交通省大臣官房審議官（危機管理、海事局、港湾局担当）に就任。同日、内閣官房内閣審議官（内閣官房副長官補付）、同小型無人機等対策推進室審議官を併任。在任中、知床遊覧船沈没事故が発生し、現地対策本部長として乗客の家族らへの対応にあたった。
2022年（令和4年）10月1日、海上保安庁第十管区海上保安本部長に就任。
2024年（令和6年）7月1日、国土交通省大臣官房総括審議官に就任。
2025年（令和7年）7月1日、海上保安庁次長に就任。

#### リスト
1. ↑  [5][6][7][8][9]